# نموذج الدعاية
نموذج الدعاية هو نموذج مفاهيمي في الاقتصاد السياسي طوّره إدوارد إس.هيرمان ونعوم تشومسكي، ويشرح كيف تعمل الدعاية والتحيزات المؤسسية في وسائل الإعلام المؤسسية. يسعى النموذج لشرح كيفية التلاعب بالشعوب وكيف «يُصنع» قبول السياسات الاقتصادية والاجتماعية والسياسية، الخارجية منها والمحلية، في ذهن الجماهير بفضل هذه الدعاية. تفترض النظرية أن الطريقة التي تُشكل فيها مؤسسات الإعلام (مثلًا من خلال الإعلانات، والتركيز على ملكية وسائل الإعلام والاستعانة بمصادر حكومية) تُسبب تعارضًا متأصلًا للمصالح وتعمل بالتالي بمثابة دعاية للعناصر المناهضة للديمقراطية.
طُرح النموذج لأول مرة في كتابهم الصادر عام 1988 بعنوان تصنيع الموافقة: الاقتصاد السياسي لوسائل الإعلام، ويعتبر نموذج الدعاية أن مؤسسات الإعلام هي شركات مهتمة ببيع منتج- لقراء أو مشاهدين- لشركات أخرى (مُعلنين) بدلًا من السعي وراء جودة الصحافة في خدمة العامة. يكتب تشومسكي واصفًا «الهدف المجتمعي» لوسائل الإعلام: «لا بد أنه يتم تجاهل دراسة المؤسسات وكيفية عملها بشكل صارم، وذلك بغض النظر عن العناصر الهامشية والمطبوعات العلمية الغامضة نسبيًا».  تفترض النظرية خمسة أنواع عامة من «المرشحات» التي تحدد نوع الأخبار التي تقدمها وسائل الإعلام الإخبارية. هذه الأنواع الخمسة هي: ملكية الوسط، مصادر تمويل الوسط، والاستعانة بالمصادر، والانتقاد، ومعاداة الشيوعية أو «أيديولوجية الخوف».
يعتبر المؤلفون أول ثلاثة منها عمومًا بأنها الأكثر أهمية. حدّث تشومسكي وهيرمان الشق الخامس منها في النسخ المنشورة بعد هجمات 11 سبتمبر على الولايات المتحدة عام 2001 ليشير بدلًا من ذلك إلى «الحرب على الإرهاب» و«مكافحة الإرهاب»، والتي يقولان إنهما يؤثران بنفس الطريقة.
على الرغم من أن النموذج كان مستندًا بشكل أساسي على وسائل الإعلام الجماهيرية الأمريكية، يعتقد تشومسكي وهيرمان أن النظرية قابلة للتطبيق بشكل متساوٍ على أي بلد يشترك معها بالبنية الاقتصادية الأساسية والمبادئ التنظيمية التي يفترض النموذج أنها سبب تحيز وسائل الإعلام. أكد العديد من الباحثين تقييمهم هذا وجُزم الدور الدعائي لوسائل الإعلام تجريبيًا في أوروبا الغربية وأمريكا اللاتينية.

## المرشحات

### الملكية
يسبب حجم الشركات الإعلامية المهيمنة وسعيها وراء الربح تحيزًا. يشير المؤلفون إلى ظهور صحافة بريطانية راديكالية في بداية القرن التاسع عشر وتناولها لشؤون العمال، لكن الدمغة المكلفة (ضريبة تأخذ شكل طابع)، المصممة من أجل تقييد ملكية الصحف للأثرياء «المعتبرين»، بدأت تغير وجه الصحافة. بالرغم من ذلك، ظل هناك درجة من التنوع. في بريطانيا ما بعد الحرب العالمية الثانية، نشرت الصحف الراديكالية أو الصديقة للعمال مثل ديلي هيرالد نيوز، ونيوز كرونيكل، وساندي سيتيزن (فشلت جميعها منذ ذلك الحين أو اندمجت في مطبوعات أخرى)، والديلي ميرور (على الأقل حتى نهاية سبعينيات القرن العشرين) مقالات تشكك في النظام الرأسمالي بشكل متكرر. يفترض المؤلفون أن هذه الصحف الراديكالية السابقة لم تكن مقيدة بملكية الشركات، وبالتالي كانت حرة بانتقاد النظام الرأسمالي.
يقول هيرمان وتشومسكي إنه بما أن وسائل الإعلام الرئيسية هي حاليًا إما شركات كبيرة أو جزء من تكتلات (مثل: ويستينغوس أو جينيرال إلكتريك)، فإن المعلومات المقدمة إلى العامة سوف تكون متحيزة بما يتناسب مع مصالحها. تتعدى مثل هذه التكتلات في كثير من الأحيان وسائل الإعلام التقليدية وبالتالي يكون لها مصالح مالية واسعة النطاق قد تتعرض للخطر في حال نشر بعض المعلومات. وفقًا لهذا الاستنتاج فإن المواد الإخبارية الأكثر تهديدًا لمصالح الشركة المالية لأولئك الذين يمتلكون الوسيلة ستواجه أكبر قدر من التحيز والرقابة.
يترتب على ذلك عندئذ أن الحصول على الربح الأكبر يعني التضحية بموضوعية الأخبار، بالتالي يجب أن تكون مصادر الأخبار التي ستُطرح في النهاية متحيزة أساسًا فيما يتعلق بالأخبار التي يوجد فيها تعارض في المصالح.

### الإعلان
المرشح الثاني لنموذج الدعاية هو التمويل الناتج عن الإعلانات. يتوجب على معظم الصحف أن تجذب الإعلانات من أجل تغطية تكاليف الإنتاج؛ ومن دونها سيضطرون لزيادة سعر الصحيفة. يوجد منافسة شرسة عبر وسائل الإعلام لجذب المُعلنين؛ والصحيفة التي تتلقى إعلانات أقل من غيرها من المنافسين تكون في وضع غير جيد. كان سبب عدم النجاح في رفع عائدات الإعلانات عاملًا آخر لزوال «الصحف الشعبية» في القرنين التاسع عشر والعشرين.
يتألف المنتَج المطروح من القراء الأثرياء الذين يشترون الصحيفة- والذين يشملون القسم المسؤول عن صنع القرار للشعوب- في حين أن العملاء الفعليون الذين تخدمهم الصحيفة يتضمنون الشركات التي تدفع للإعلان عن بضاعتها. وفقًا لهذا المرشح، فإن الأخبار هي «حشو» بغرض الحصول على قراء متميزين لمشاهدة الإعلانات التي تشكل المحتوى وبالتالي ستتخذ أي شكل يساعد على جذب صنّاع القرار المثقفين. يُقال إن القصص التي تتعارض مع «مزاجهم الشرائي» سوف تُهمش أو تستبعد، وذلك إلى جانب المعلومات التي تقدم صورة عن العالم تتعارض مع مصالح المُعلنين. تجادل النظرية بأن الناس الذين يشترون الصحيفة هم المنتج الذي يباع إلى الشركات التي تشتري بدورها المساحات الإعلانية؛ والأخبار لها دور هامشي فقط كمنتج.

### الاستعانة بالمصادر
يتعلق المرشح الخامس لهيرمان وتشومسكي بمصادر أخبار وسائل الإعلام: «يربط بين وسائل الإعلام ومصادر المعلومات القوية علاقة تكافلية من خلال الحاجة الاقتصادية وتبادل المصالح». حتى الشركات الإعلامية الكبيرة مثل بي بي سي لا تمتلك إمكانية تحمل تكلفة وضع مراسلين في كل مكان. يركزون مصادرهم حيث يحتمل حدوث القصص الإخبارية مثل: البيت الأبيض، والبنتاغون، و10 داونينغ ستريت ومحطات الأخبار المركزية الأخرى. على الرغم من أن صحف الأخبار البريطانية يمكن أن تتذمر في بعض المناسبات من «التزييف الدعائي» لحزب العمال الجديد، على سبيل المثال، فإنهم ليسوا معتمدين على تصريحات «المتحدث الشخصي باسم رئيس الوزراء» فيما يتعلق بالأخبار الحكومية. تعتبر الشركات والمنظمات التجارية أيضًا مصدرًا موثوقًا للقصص التي تعتبر ذات أهمية إخبارية. يمكن أن يتعرض المحررون والصحفيون الذين يهينون مصادر الأخبار القوية هذه، ربما من خلال التشكيك في صحة أو تحيز المواد المقدمة، للتهديد بمنع وصولهم إلى الأخبار المتجددة والمواكبة. بالتالي، أصبحت وسائل الإعلام مترددة في نشر المقالات التي ستضر بمصالح الشركات التي تزودهم بالمصادر التي يعتمدون عليها.
تؤدي هذه العلاقة أيضًا إلى ظهور «التقسيمات الأخلاقية للعمل»، والتي «يمتلك فيها المسؤولون الحقائق ويعطونها» و«يأخذها الصحفيون بكل بساطة». من المفترض أن يتبنى الصحفيون سلوكًا غير نقدي يجعلهم قادرين على قبول مبادئ الشركة دون التعرض للتنافر المعرفي.

### الانتقاد
المرشح الثالث هو «الانتقاد» (يجب عدم الخلط بينه وبين وكيل الدعاية (flack) في اللفظ والتي تعني المروجين أو وكلاء الدعاية)، الذي وصفه هيرمان وتشومسكي بأنه «ردود الفعل السلبية على تصريحات وسائل الإعلام أو برامجها. يمكن أن يكون على شكل رسائل وبرقيات ومكالمات هاتفية وعرائض ودعوات قضائية وخطابات ومشاريع قوانين مقدمة للكونغرس وأنماط أخرى للشكوى، والتهديد والإجراءات العقابية. تجتمع منظمات الأعمال بانتظام لتشكيل أجهزة انتقاد. أحد الأمثلة هو التحالف العالمي للمناخ ومقره الولايات المتحدة، والذي يضم شركات الوقود الأحفوري والسيارات مثل أيكسون، وتيكساكو وفورد. أنشأ التحالف شركة بورسون مارستيلر، واحدة من أكبر شركات العلاقات العامة في العالم، لمهاجمة مصداقية علماء المناخ «والقصص المخيفة» حول ظاهرة الاحتباس الحراري.
بالنسبة لتشومسكي وهيرمان تشير كلمة «انتقاد» إلى ردود الفعل السلبية تجاه تصريحات وسائل الإعلام وبرامجه. استخدم مصطلح «انتقاد» لوصف ما كان يعتبره تشومسكي وهيرمان محاولات تشويه سمعة المنظمات والأفراد الذين يختلفون بالرأي مع الافتراضات السائدة ويشككون بها والتي يراها كل من تشومسكي وهيرمان مواتية للسلطة الراسخة (مثل «المؤسسة الحاكمة»). على عكس آليات عمل المرشحات الثلاثة الأولى- المشتقة من آليات تحليل الأسواق- يتميز الانتقاد بتضافر الجهود من أجل إدارة المعلومات العامة.